# Безант, Уолтер
Сэр Уолтер Безант (англ. Sir Walter Besant; 14 августа 1836, Портсмут — 9 июня 1901, Лондон) — английский писатель и историк, младший брат математика Уильяма Генри Безанта. Анни Безант была некоторое время женой его брата Франка Безанта.

## Биография
Родился в семье коммерсанта в Портсмуте, детские годы провёл в Лондоне. В 1855—1859 годах учился в Кембриджском университете. Отработав два года школьным учителем математики, Безант уехал на остров Маврикий и шесть лет работал профессором математики Королевского Колледжа. Ухудшение состояния здоровья вынудило его уйти в отставку, и он в 1867 году вернулся в Англию и поселился в Лондоне. С 1868 по 1885 годы занимал должность секретаря Палестинского Исследовательского Фонда.
В 1868 году Безант публикует книгу «Исследования французской поэзии». Три года спустя он начал сотрудничать с писателем Джеймсом Райсом. В частности, написали совместно две пьесы «Наличные Мортибоя» (Ready-money Mortiboy, 1872), и «Золотая бабочка» (The Golden Butterfly, 1876), постановки обеих пьес имело успех. Коллективное творчество оборвалось со смертью Райса в 1882 году. Самостоятельное творчество Безанта оказалось более плодотворным. Среди многочисленных романов Безанта выделяют четыре: «Все на садовой ярмарке» (All in a Garden Fair, 1883), «Дороти Форстер» (Dorothy Forster, 1884), «Дети Гибеона» (Children of Gibeon, 1886) и «Люди всех сортов и условий жизни» (All sorts and conditions of men, 1882). В двух последних Безант пытался пробудить общественное внимание к трудностям беднейших слоёв Лондона. И добился конкретных успехов, реализовав идею создания Народного Дворца в Восточном Лондоне (The People’s Palace). Помимо художественной литературы Безант писал очерки по истории и топонимике Лондона XVIII века.
Безант был масоном, вступив в ложу «Гармония» на Маврикие в 1862 году. В 1869 году он присоединяется к ложе. В 1873 году он стал мастером метки ложи «Дальхаузи».
Он был также казначеем «Атлантического союза» (Atlantic Union), ассоциации, которая стремилась улучшить социальные отношения между британцами и американцами.
Безант умер в Лондоне 9 июня 1901 года в возрасте 64 лет.